# رودي توميانوفيتش
رودي توميانوفيتش (بالإنجليزية: Rudy Tomjanovich) مواليد 24 نوفمبر 1948 في هامتراميك، هو لاعب كرة سلة أمريكي أصبح مدرباً بدأ مسيرته الاحترافية في سنة 1970 ويحمل الرقم 45. يبلغ طوله 6 قدم 8 بوصة (2.0 م). اعتزل اللعب في 1981.

## فرق لعب لها
- هيوستن روكتس

## روابط خارجية
- رودي توميانوفيتش على موقع إن بي أي (الإنجليزية)
- رودي توميانوفيتش على موقع سبورتس رفرنس (الإنجليزية)
- رودي توميانوفيتش على موقع إي إس بي إن.كوم (الإنجليزية)
- رودي توميانوفيتش على موقع كلية كرة السلة في سبورتس رفرنس.كوم (الإنجليزية)
- رودي توميانوفيتش على موقع ريلجم (الإنجليزية)
- رودي توميانوفيتش على موقع بروبوليرز (الإنجليزية)
- رودي توميانوفيتش على موقع سبورتس رفرنس (الإنجليزية)
- رودي توميانوفيتش على موقع أوليمبيديا (الإنجليزية)